# Eremophila occidens
Eremophila occidens är en flenörtsväxtart som beskrevs av Chinnock. Eremophila occidens ingår i släktet Eremophila och familjen flenörtsväxter. Inga underarter finns listade i Catalogue of Life.